# Vilcún
Vilcún (en mapudungun "lézard") est une commune du Chili de la Province de Cautín, elle-même située dans la Région de l'Araucanie. En 2012, la population de la commune s'élevait à 25 766 habitants. La superficie de la commune est de 1 421 km2 (densité de 18 hab./km²),.

## Situation
Le territoire de la commune de Vilcún se trouve à cheval sur la vallée centrale du Chili et la Cordillère des Andes. A son extrémité ouest passe la route panaméricaine et coule le rio Cautin. A l'extrême est se trouvent le volcan Llaima et le Parc national Conguillío. La commune est située à 613 kilomètres à vol d'oiseau au sud de la capitale Santiago et à 33 kilomètres à l'est de Temuco capitale de la Région de l'Araucanie.

## Histoire
Les premiers colons, souvent d'origine européenne, s'installent la fin du XIXe siècle dans la région à la suite de la pacification de l'Auricanie et aidés par un décret du gouvernement chilien destiné à favoriser la colonisation. Deux petits villages - San Patricio et Cherquenco - vivant de l'exploitation de la forêt existent vers 1902. En 1911 l'ouverture d'une voie ferrée change la donne. L'urbanisation se fait sans plan d'ensemble tout au long de la voie de chemin de fer d'où le nom de Vilcún (en mapudungun "lézard") attribué au nouveau village. Le territoire est rattaché à la ville de Temuco mais le lieu n'est desservi que par des sentiers. A la demande de ses habitants, le territoire acquiert le statut de commune en 1926. À l'époque la commune compte environ 14 000 habitants et comprend trois centres urbains Vilcún, avec 2 000 habitants. San Patricio (800 habitants) et Cherquenco (1 000 habitants). La commune se développe en fournissant notamment du bois de mine, par l'élevage de bétail et dans une moindre mesure en produisant des céréales.

Position de Vilcún (en rouge) au sein de la Région de l'Araucanie.